# Swaminarayan
Swaminarayan (Gujarati : સ્વામિનારાયણ, devanāgarī : स्वामीनारायण) (3 avril 1781 - 1er juin 1830) ou Sahajanand Swami est une personnalité centrale d'un courant moderne de l'hindouisme, fondateur du mouvement Swaminarayan, dans lequel les fidèles offrent leur dévotion à Swaminarayan considéré comme la manifestation du dieu suprême. 
Sahajanand Swami est né à Chhapaiya, Uttar Pradesh (Nord de l'Inde). Il vécut dans le Gujarat, où il prêcha sa doctrine jusqu'à sa mort en 1830.
Il est aussi connu sous les noms de : 
- Bhagwan Swaminarayan ;
- Ghanshyam Pande ;
- Ghanshyam Maharaj ;
- Shreeji Maharaj ;
- HariKrishna Maharaj ;
- Shri Hari.